# Offsjön
Offsjön är en sjö i Sandvikens kommun i Gästrikland och ingår i Gavleåns huvudavrinningsområde. Sjön har en area på 0,127 kvadratkilometer och ligger 109 meter över havet.

## Delavrinningsområde
Offsjön ingår i det delavrinningsområde (673185-154109) som SMHI kallar för Mynnar i Ginsjöbäcken. Medelhöjden är 124 meter över havet och ytan är 12,47 kvadratkilometer. Det finns inga avrinningsområden uppströms utan avrinningsområdet är högsta punkten. Vattendraget som avvattnar avrinningsområdet har biflödesordning 4, vilket innebär att vattnet flödar genom totalt 4 vattendrag innan det når havet efter 55 kilometer. Avrinningsområdet består mestadels av skog (77 procent). Avrinningsområdet har 0,19 kvadratkilometer vattenytor vilket ger det en sjöprocent på 1,5 procent.